# 六师
六师是周朝军队编制。
因在西土王畿，又称西六师。《书经·康王之诰》：“张皇六师。”《诗經·大雅·常武》：“赫赫明明，王命卿士，南仲太祖，太师皇父：‘整我六师，以修我戎。’”《春秋谷梁傳》襄公十一年：“古者天子六师。”《周礼》称六军，其《地官·小司徒》：“五人为伍，五伍为两，四两为卒，五卒为旅，五旅为师，五师为军。”后来称皇帝亲自统帅的军队为六师。